# Danska gästgivaregården
Danska gästgivaregården, även Rebbas krog, Danska värdshuset, Okegubbens krog, var ett värdshus, ungefär vid nuvarande Ånäsvägen 6, vid Redbergsplatsen i stadsdelen Olskroken i Göteborg. Ett tidigare värdshus på platsen anlades troligen av danskarna och existerade redan 1671, som ett rastställe för posttrafiken mellan Danmark och Norge. Huset var ett trähus med en våning, inhägnat av en pallisad av spjälor med en hög, överbyggd inkörsport i söder som var tegeltäckt.

## Historia
Det var "Hustro Margaretha Bilowia" som innehade Pryssekrogen vid senare Redbergsvägen 16 i Olskroken 1720 för "[...] att efter ortens beskaffenhet och läglighet anläggia ett beqwämt ombyte emellan Kiärra Giästgifwaregård och Bohus, emedan deremellan är 3 mijhl wäg, hwilket skiutshållarens hästar eij mächtade uthärda [...]". Hon misskötte dock sina åtaganden och blev därför av med rättigheterna 1724. Landshövding Axel Gyllenkrook utsåg då den förre enrolleringsbåtsmannen Anders Rebba, " [...] williandes han på ett strax wid Pryssekrogen utsedt ställe uppbyggia behöriga wohnhuus för sig och de resande, med tillhjelp af det stall och höwind, som derstädes af allmogen i häradet tillförne är anlagt och påkåstadt, samt för öfwrigt gästgifweriet behörigen underhålla, etc [...]." År 1725 avstyckade stadsingenjören i Göteborg, Johan Eberhard Carlberg en tomt cirka 200 meter öster om Pryssekrogen, där Rebba tidigast 1730 uppförde ett hus som därmed grundade landeriet Reberg och gav tillsammans med betydelsen rida (Red-) namn till Redbergslid (-lid betyder backe, numera Redbergsvägen) och Redberget. Anders Rebba var gift med Anna Gerdsdotter, en ättling till de under 1600-talet inkomna holländska bönderna. I bouppteckningen efter Rebba 1748 upptags "Hus och Gård på Stadens Landerije, Reberg kalladt" till ett värde av 1 000 daler silvermynt.
Gästgivaren Rebbas änka Anna hade gift om sig med gästgivaren Christian Neustedt, som ännu 1763 står för landeriet Redberget. År 1764 var det den "ostindiske constapeln" Anders Andersson som blivit gästgivare på Redberget. Han var måg till Anders Rebba, gift med dottern Ester Helena Rebba.
Efter att gästgiveriet brunnit ner på natten mellan 4 och 5 december 1764, utfärdade magistraten ett "Bewis för Gästgifwaren Anders Andersson i Reberget angående eldswådan therstädes: Borgmästare och Råd i Kongl. Siö- och Stapelstaden Götheborg och öfwer thes tilhörige Land göre witterligt, att althenstund Gästgifwaresfården Reberget, som til theras tjenst ifrån Danmark och Norrige, här utanför Drottninge Port och Skansen West Götha Lejon uppå Stadens grund är anlagd, natten mellan then 4 och 5 sistledne December, genom eldswåda blifwit af bränd, hwarwid gästgifwaren Anders Andersson förlorat jämte alla the å grunden stående hus en ansenlig del af den lösa egendomen, hwilken skada honom är uppgifwen bestiga till Tolftusende daler s:mts wärde; altså warder sådant gästgifwaren Anders Andersson härmed uppå begäran til bewis lemnadt."
Troligen var det Anders Andersson, som lät återuppbygga gästgivaregården, eftersom han ännu 1768 står som ägare. År 1770 hette gästgivaren Flyberg, som står för landeri och gästgiveri till sin död 1790. En glasmästare Magnus Börjesson blev därefter gästgivare i fyra år, varefter han sålde verksamheten till bouteillieuren Jonas Benedicht Schuberg, som 9 maj 1794 fick upplåtelsebrev på Reberg. Köpeskillingen var 1 483 16 skilling specie. Före detta handlanden Fr. Wittrock köpte 1798 Reberg av Schuberg för 2 000 riksdaler specie. Av landerilängden att döma tycks Wittrock innehaft landeriet och gästgiveriet till 1819, men 1822 står Wittrocks arvingar för nr 17 i tolfte roten (gästgiveriet). Sven Lagergren köpte 1827 besittningsrätt och byggnader på "landeriegendomen Ridberget, s.k. Danska Gästgifwaregården" av Wittrock för 1 600 riksdaler riksgälds och fick 1828 upplåtelse för densamma. 1825 angavs landeriet som "Sergeanten J. M. Wittrocks hus" i landerilängden, och 1827 för lantbrukaren (!) J. M. Wittrock, som tydligen ofta skiftade yrken. År 1865 löste staden Göteborg in landeriet Redberget för 30 000 riksdaler riksmynt. Huset revs 1911.
Kring år 1790 ingick hela Redberget, mellan Nyfikeliden (senare Ånäsvägen) och fram till nuvarande Olskrokstorget i "Danska Gästgifwaregårdens Ägor".
Namnet Okegubbens krog kom av innehavaren under senare delen av 1800-talet "herr Johansson" som hade fått öknamnet Okis genom att han alltid brukade skjuta upp sina glasögon (Ögonok) i pannan när han slog upp suparna.